# Francisco Escoín Belenguer
Francisco Escoín Belenguer (Castellón de la Plana, 1885-1954) fue un presbítero, organista y académico español.

## Biografía
Natural de Castellón, Francisco Escoín fue organista en la Iglesia de Santa María la Mayor de Castellón desde 1912. Además escribió obras pedagógicas, musicales e históricas como Apuntes biográfico-críticos para la historia del gran maestro y concertista de guitarra  Tárrega  (Castellón:  Imp. J.  Barberá, 1918); y Organografía musical castellonense (Castellón: Imp. J. Barberá, 1919). Fue académico correspondiente de la Real Academia de la Historia y un habitual colaborador del Boletín de la Sociedad Castellonense de Cultura, donde escribió artículos sobre la música en Castellón en el  siglo  XIX y una semblanza sobre Vicente Ripollés.